# エベッツ・フィールド
エベッツ・フィールド（Ebbets Field）は、アメリカ合衆国ニューヨーク市ブルックリン区にかつて存在したスタジアム。MLBブルックリン・ドジャース（現ロサンゼルス・ドジャース）のホーム球場として使用された。アメリカンフットボールでは、NFLブルックリン・ライオンズが1926年の1年限り（1年でチーム解散）、ブルックリン・ドジャースが1930年から1944年まで、AAFCブルックリン・ドジャースが1946年から1948年まで、それぞれ本拠地にしていた。

## 球場の歴史

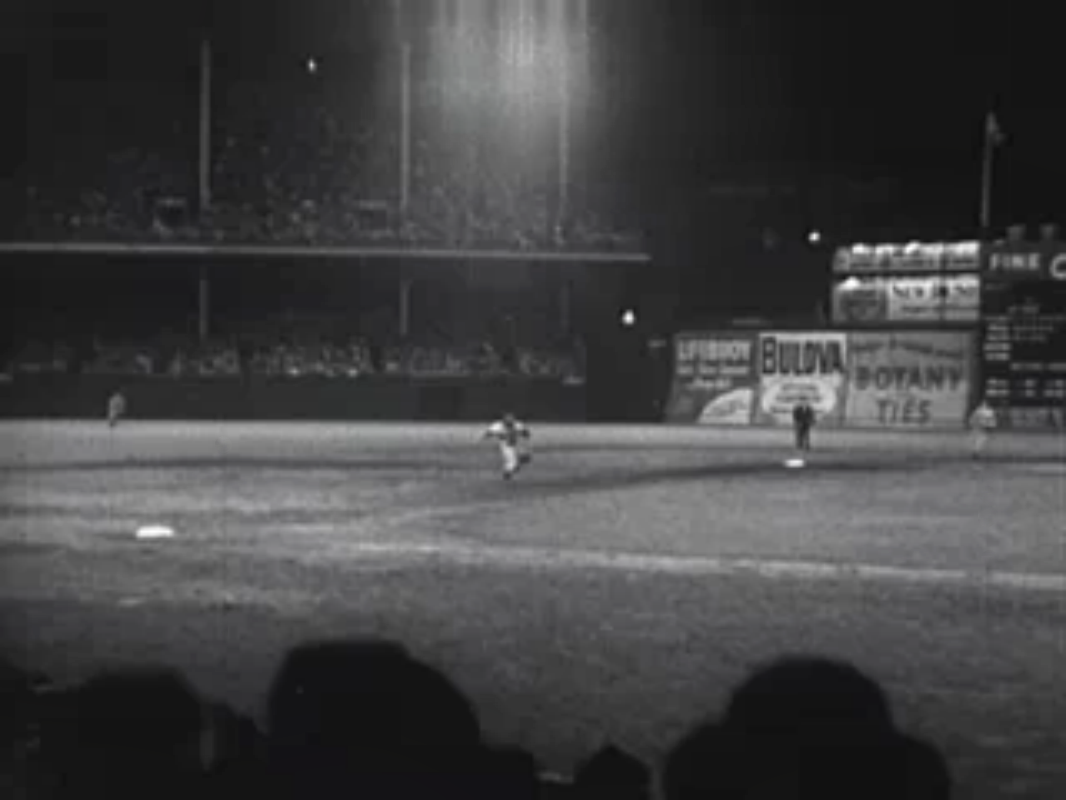
エベッツ・フィールドでのナイター(1950年)

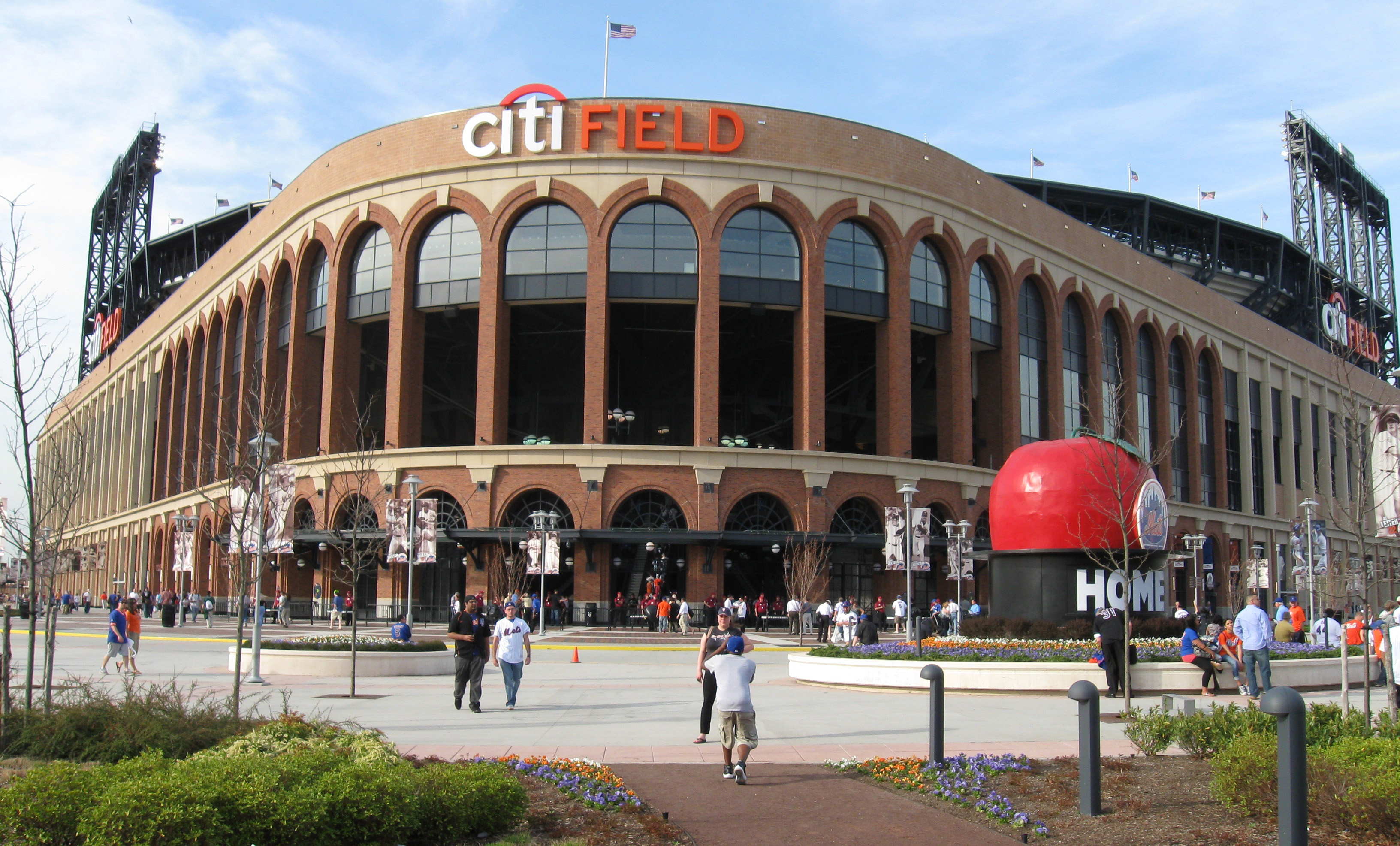
2009開場の「シティ・フィールド」。エベッツ・フィールドを模したファサードを持つ。

ブルックリン・ドジャースは、1883年に創設された球団である。1902年、チャーリー・エベッツはハリー・ファンデルホーストから球団を買収した。ハリーが球団買収にあたり出した条件は「チームをブルックリンから移転させないこと」だった。
エベッツは球団を手に入れたものの、当時の本拠地ワシントン・パークに不満をもっていた。そのため、小さい木造の球場から、鉄筋コンクリートでできた新球場に移転する計画を立てた。しかし、その計画を実行するための資金が不足していた。
エベッツはスター選手を他球団に売り払って資金を得たが、それでも貯まった金額は少なめだった。そこでエベッツは、新球場建設地を地価の安い場所にすることにした。選ばれたのは、マンハッタン橋から3マイル南に離れたゴミ捨て場だった。エベッツは1905年から、40人近い地権者一人一人と交渉を始め、1912年に新球場建設に十分な土地を取得した。
建設は1912年7月6日に開始。9ヶ月の工事を経て、1913年4月5日に開場した。右翼ポール際からバックネット裏を通って三塁側まで2層のスタンドをもち、23,000人まで収容できる新球場は、エベッツが自身の名を冠し「エベッツ・フィールド」と名付けた。同時にチーム名も「ロビンス」に変更された（1932年から「ドジャース」になる）。
イタリア産の大理石を使用した球場正面などがファンに好評で、1916年や1920年にはナ・リーグ優勝するなどチームも好調だったため、エベッツ・フィールドには多くの観客が詰めかけた。ドジャースは「ブルックリンの象徴」とも言える存在になっていった。ブルックリンを歩いていると、周りのアパートの窓からドジャースの試合を中継するラジオが流れ、試合経過が手に取るようにわかったという。
1926年には外野席が設けられ、1931年にはそれが2層になり、1938年には照明灯が設置されるなど、エベッツ・フィールドは改修を繰り返した。1946年からの10年間で、ドジャースはナ・リーグ（8球団）の全収入の44パーセントを稼いだ。
しかしその一方で、1950年からドジャースのオーナーに就任したウォルター・オマリーは、球団の移転を考え始めていた。32,000人収容の球場では（駐車場の小ささも含めて）手狭になってきたうえ、ウォール街から地下鉄で20分という立地条件に対して、夜間の治安悪化を懸念する声が出始めていた。オマリーと市は協議したが、市側の示した新しい土地と駐車場に関する提案に、オマリーは首を縦には振らなかった。
最終的にドジャースはロサンゼルスへの移転を決定した。人口や産業の伸びが期待され、飛行機の発達で移動もスムーズに行えるようになったことが決め手だった。ファンの抗議は激しかったが、決定が覆ることはなかった。1957年9月24日、エベッツ・フィールドでの最後の試合が開催されたが、観客は6,700人ほどしか集まらなかった。
1960年2月23日に取り壊されたエベッツ・フィールドの跡地には現在はアパートが建っている。そこには、かつてエベッツ・フィールドがあったことを示す記念碑が飾られている。
2009年に開場したニューヨーク・メッツの本拠地球場シティ・フィールドは、かつてのエベッツ・フィールドを規範として建設され、外観もエベッツ・フィールドを模したデザインとなっている。

### 外野の広さの変遷
| 年度 | 左 翼  | 中 堅  | 右 翼  |
| ---- | ------ | ------ | ------ |
| 1913 | 419    | 不明   | 301    |
| 1914 | 410    | 450    | 300    |
| 1921 | 418.75 | 450    | 296.17 |
| 1922 | 418.75 | 450    | 292    |
| 1926 | 383.67 | 450    | 301    |
| 1930 | 382.83 | 466    | 296.08 |
| 1931 | 384    | 447    | 295.92 |
| 1932 | 353    | 399.42 | 295.92 |
| 1934 | 356.33 | 399.42 | 296.5  |
| 1936 | 356.33 | 399    | 296.5  |
| 1938 | 365    | 402    | 297    |
| 1939 | 357    | 400    | 297    |
| 1940 | 365    | 400    | 297    |
| 1942 | 356    | 400    | 297    |
| 1947 | 357    | 399    | 297    |
| 1948 | 343    | 384    | 297    |
| 1953 | 348    | 384    | 297    |
| 1955 | 343    | 393    | 297    |
| 1957 | 348    | 393    | 297    |

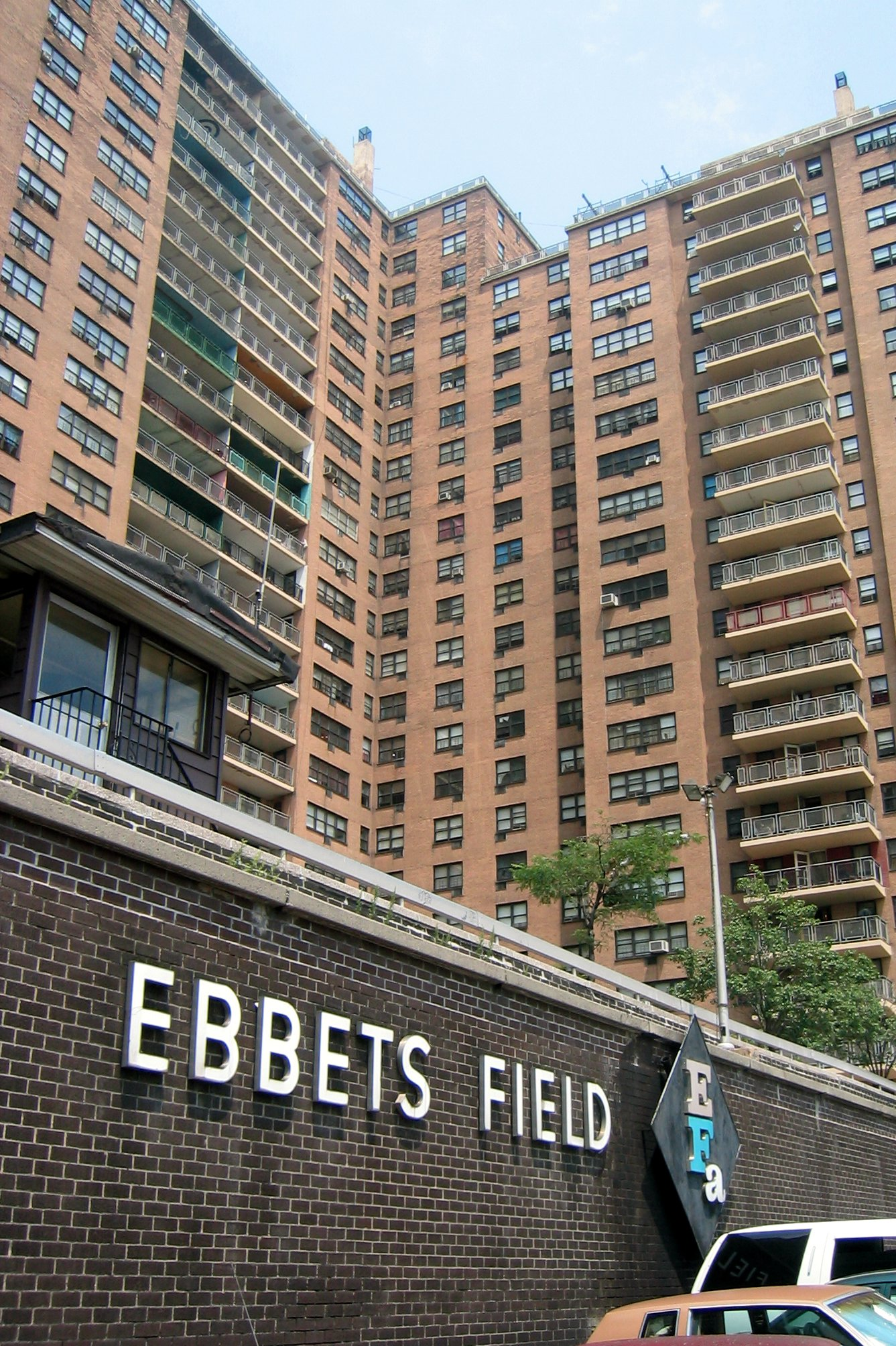
跡地に建てられた「エベッツ・フィールド・アパートメンツ」。1972年に「ジャッキー・ロビンソン・アパートメンツ」と改称した

※単位はフィート、1フィート≒30.48センチ

## 主要な出来事
- 1913年4月5日、ヤンキースとのオープン戦で開場。
- 1913年4月9日、フィリーズ戦でMLB公式戦初開催（フィリーズ 1－0 ドジャース）。
- 1924年9月16日、カージナルスのジム・ボトムリーが大リーグ記録の1試合12打点を記録。
- 1938年6月15日、この球場初のナイターでレッズのジョニー・ヴァンダー・ミーアがノーヒットノーランを達成（レッズ 6－0 ドジャース）。ヴァンダー・ミーアは前回登板の6月11日にもノーヒットノーランを達成しており、2試合連続での達成となった。大リーグ史上ただ1人しか成しえていない大記録である。
- 1939年8月26日、ドジャースとレッズのダブルヘッダー開催。この日、大リーグの試合が初めてテレビ中継された。
- 1947年4月15日、ジャッキー・ロビンソンがデビュー。大リーグ史上初の黒人選手となり、人種差別の壁を破った。
- 1949年7月12日、オールスターゲーム開催（ア 11－7 ナ）。
- ワールドシリーズ開催:1916年、1920年、1941年、1947年、1949年、1952年、1953年、1955年、1956年
- 1957年5月12日、アメリカン・サッカー・リーグのオールスターチームとハポエル・テルアビブFCの親善試合が行われる。試合前のキックインをマリリン・モンローが行った。
- 1957年9月24日、パイレーツ戦で閉場（ドジャース 2－0 パイレーツ）。